# CALDIC
CALDIC（California Digital Computer）は、1951年から1955年にかけて Office of Naval Research の協力を得てカリフォルニア大学バークレー校で開発されたデジタルコンピュータ。同大学の高速情報処理の研究プラットフォームとすべく開発されたものである。
CALDIC はコスト低減と操作の容易性を基本理念として設計製作された。直径 8 インチの10,000ワードの磁気ドラムメモリ装置を備える直列型十進マシンである（CALDICのワードは十進10桁であり、メモリ容量は約 400,000 ビットに相当する）。1300本の真空管、1000本のダイオード、100個の磁気部品（磁気ドラムメモリのヘッド部）、12個の継電器（電源供給に使用）から構成される。1秒間に50回命令を実行できる性能であった。プログラム内蔵型コンピュータであり、命令形式は十進6桁（命令コードは2桁、アドレス指定部が4桁）である。
当初の計画を立案したのは、Paul Morton、Leland Cunningham、Dick H. Lehmer である。後者2名はペンシルベニア大学でのENIAC開発に参加しており、特に Lehmer は有名なムーアスクール・レクチャーも受講している。Morton は設計製作を監督し、電気工学の学生 35名以上を参加させた。その中にはダグラス・エンゲルバート（マウスの発明者）や Al Hoagland（ハードディスク産業の先駆者）がいたのである。
マシンは1954年にはほぼ動作するようになった。1955年7月までにかかった費用はおよそ 15万ドルであった。